# Qeqertarsuatsiaat
Qeqertarsuatsiaat (Deens: Fiskenæsset) is een dorp in de gemeente Sermersooq in het westen van Groenland. Het bevindt zich op een eiland in de Labradorzee op enkele kilometers uit de kust. Er zijn 273 inwoners (januari 2005), die hoofdzakelijk van de jacht en de visvangst leven. 
De naam betekent in het Groenlands: "redelijk groot eiland". Het dorp werd gesticht door de Deense handelaar Anders Olsen in 1754 als een handelspost, van waaruit men huiden van de plaatselijke jagers kon verkopen.

## Stedenbanden
- Hämeenlinna (Finland)